# الدوري الإيراني الدرجة الثانية 1995–96
الدوري الإيراني الدرجة الثانية 1995–96 هو موسم من الدوري الإيراني الدرجة الثانية. فاز فيه نادي بيام وحدت خراسان.